# Unionville, Georgia
Unionville är en ort i Tift County i delstaten Georgia, USA.